# Alcorconazo
"Alcorconazo" foi o jogo realizado pela fase de 32-avos da Copa do Rei da Espanha de 2009-10 entre Alcorcón e Real Madrid. O que chamou a atenção foi o resultado: 4 a 0 para o clube que disputava a Segunda División B do Campeonato Espanhol, caracterizando uma das maiores zebras da história do futebol espanhol.
A vitória do Alcorcón repercutiu em toda a Europa, principalmente em jornais italianos, britânicos e franceses. Poupando Cristiano Ronaldo (lesionado) e Kaká (por opção técnica), o Real mandou em campo uma equipe mesclada, tendo Raúl como capitão. Mesmo amplamente superior, a equipe Merengue sofreu 3 gols no primeiro tempo (Borja Pérez, Ernesto e Álvaro Arbeloa, contra).
Mesmo com o técnico Manuel Pellegrini colocando em campo Ruud van Nistelrooy, Marcelo e Fernando Gago em campo, o Real sofria em campo. Borja Pérez, que seria escolhido como o "homem do jogo", marcaria seu segundo gol na partida. O resultado praticamente selou a passagem dos "Alfareros" à próxima fase da Copa do Rei, e a equipe perderia o segundo jogo por 1 a 0, garantindo a classificação.

## Detalhes da Partida
| 27 de outubro de 2009 | Alcorcón                                              | 4 – 0     | Real Madrid | Estádio Santo Domingo, Alcorcón                    |
| 22:00                 | Borja Pérez 16', 53' · Arbeloa 22' (GC) · Ernesto 39' | Relatório |             | Público: 2,997 Árbitro: Javier Turienzo Álvarez () |

| Alcorcón | Real Madrid |

| Alcorcón:            |    |                  |     |     |
|                      |    |                  |     |     |
| Z                    | 17 | Rubén Anuarbe    |     |     |
| Z                    | 18 | Íñigo López      | 52' |     |
| Z                    | 20 | Borja Gómez      |     |     |
| Z                    | 3  | Nagore           | 7'  |     |
| MC                   | 4  | Rubén Sanz       |     |     |
| MC                   | 11 | Ernesto          |     | 63' |
| MC                   | 10 | Sergio Mora      |     |     |
| MC                   | 16 | Fernando Béjar   |     | 75' |
| AT                   | 14 | Diego Cascón     |     |     |
| AT                   | 22 | Borja Pérez      |     | 81' |
| Reservas:            |    |                  |     |     |
| GK                   | 13 | Eladio           |     |     |
| Z                    | 4  | Mario            |     |     |
| MC                   | 21 | Jérémy Lempereur |     | 63' |
| MC                   | 19 | Carmelo          |     | 73' |
| AT                   | 9  | Bravo            |     | 81' |
| Técnico:             |    |                  |     |     |
| Juan Antonio Anquela |    |                  |     |     |

| Real Madrid:      |    |                      |     |     |
|                   |    |                      |     |     |
| GK                | 13 | Jerzy Dudek          |     |     |
| LD                | 2  | Álvaro Arbeloa       |     |     |
| Z                 | 18 | Raúl Albiol          | 61' |     |
| Z                 | 21 | Christoph Metzelder  |     |     |
| LE                | 15 | Royston Drenthe      |     |     |
| MC                | 6  | Mahamadou Diarra     |     |     |
| MC                | 14 | Guti                 | 43' | 45' |
| MC                | 23 | Rafael van der Vaart |     |     |
| MC                | 24 | Esteban Granero      |     | 61' |
| AT                | 7  | Raúl                 |     | 71' |
| CF                | 11 | Karim Benzema        |     |     |
| Reservas:         |    |                      |     |     |
| GK                | 26 | Antonio Adán         |     |     |
| Z                 | 19 | Ezequiel Garay       |     |     |
| V                 | 5  | Fernando Gago        |     | 45' |
| LE                | 12 | Marcelo              |     | 61' |
| AT                | 17 | Ruud van Nistelrooy  |     | 71' |
| Técnico:          |    |                      |     |     |
| Manuel Pellegrini |    |                      |     |     |

| Melhor jogador: Borja Pérez (Alcorcón) Árbitros assistentes: - Luis Cote Sáez - Aurelio Asensio Rodríguez 4º Árbitro: - Rubén Gómez González |